# Dê hoang dã
Dê hoang dã (Danh pháp khoa học: Capra aegagrus) là một loài dê trong họ Trâu bò (Bovidae), loài này chính là tổ tiên của dê nhà. Chúng phân bố tại Châu Âu, tiểu Á, Trung Đông và Trung Á.

## Đặc điểm
Dê hoang dã có khả năng thích nghi rộng với nhiều vùng khí hậu và sinh thái khác nhau, kể cả vùng khô cạn khắc nghiệt (do có khả năng sử dụng nước tiết kiệm) hay địa thế hiểm trở (nhờ khả năng leo trèo giỏi). Dê có thể sống ở những nơi khó khăn và khô hạn, thậm chí các gia súc nhai lại khác có thể không chịu đựng được. Do đó, có thể thấy dê có mặt ở tất cả các châu lục trên thế giới. Quần thể dê hoang dã ở châu Á chiếm tới 90% dê hoang dã thế giới. Đặc biệt, châu Á cũng là lục địa có nhiều loài dê nguy cấp nhất thế giới.
Trong tự nhiên, dê hoang dã sống thành từng đàn có thể lên đến 500 cá thể, con đực sống đơn độc. Dê cái trải qua một giai đoạn được gọi là động dục, khi chúng đã sẵn sàng để sinh sản. Chúng sẽ sống chung chạ giữa đực và cái, điều này có nghĩa là chúng đang ở trong một giai đoạn của chu kỳ sinh sản, đó là vào mùa thu, khi chúng đã sẵn sàng để giao phối. Trung bình thời kỳ mang thai 170 ngày. Dê thường sinh một lứa. Các con dê con có thể chạy theo các con dê mẹ gần như ngay lập tức sau khi sinh. Dê con cai sữa sau 6 tháng. Dê cái thành thục lúc 1½-2 năm rưỡi, dê con đực thì vào 3½-4 năm. Tuổi thọ của một con dê hoang có thể từ 12 đến 22 năm.

## Phân loài
- Capra aegagrus aegagrus (Bezoar ibex)
- Capra aegagrus blythi (Sindh ibex)
- Capra aegagrus chialtanensis (Chiltan ibex)
- Capra aegagrus cretica (Kri-kri)
- Capra aegagrus hircus
- Capra aegagrus turcmenica
- Capra aegagrus pictus

## Khả năng
Dê thích ăn ở độ cao 0,2-1,2m. Chúng có thể đứng bằng hai chân rất lâu để bứt lá, thậm chí còn trèo lên cây để chọn phần ngon để ăn. Môi và lưỡi dê rất linh hoạt để ngoạm thức ăn và chọn loại thức ăn nào nó ưa thích nhất. Dê khó ăn thức ăn ở sát mặt đất, thường phải quỳ chân trước xuống để ăn. Đây cũng là con vật có khả năng chịu khát rất giỏi. Dê thường tập trung sống bầy đàn và mỗi con trong đàn có một vị trí xã hội nhất định. Ở những đàn dê rừng có thể lên đến vài trăm con. Chúng cũng là chuyên gia kén chọn và giỏi lấy thức ăn ở nơi khó lấy. Chúng có thể lựa ăn lá trong bụi gai hoặc chọn đúng lá cỏ non để ăn. Dê ở Morocco còn biết trèo cây để tìm những mầm chồi trên cành cao.
Dê là loài vật hiếu động, thích chạy nhảy và leo trèo rất giỏi. Trung bình hàng ngày dê đi lại chạy nhảy từ 10 – 15 km. Chúng có thể leo lên những vách núi, mỏm đá cheo leo nguy hiểm cạnh vực sâu, có thể di chuyển dễ dàng trên những mỏm đá cheo leo nhất. Trong trường hợp cần thiết, cá thể đực trưởng thành có thể đứng rất lâu trên một mỏm đá bên bờ vực thẳm với diện tích chỉ chừng 200 - 300cm2. Bám móng vào những gò đá hơi nhô lên một chút, dê có thể leo lên những sườn dốc gần như thẳng đứng. Ngay cả dê con chỉ mới 12 - 15 ngày tuổi cũng đã có thể nhảy lên những mỏm đá cao 1 - 2m.
Đối với các loài dê hoang dã, chúng có sở thích kì quặc là leo trèo trên những vách đá hẹp chênh vênh và dốc đứng, dê núi là loại dê chỉ sinh sống ở Bắc Mỹ) còn có khả năng leo núi đá cao gần 457m chỉ trong vòng 20 phút. Dê hoang dã sở hữu cấu tạo cơ thể đặc biệt bẩm sinh, giúp loài động vật này trở thành bậc thầy về leo trèo. Phần móng guốc chẵn, chẻ đôi thành 2 phần với các cạnh chắc chắn và cứng cáp. Ở giữa bộ móng guốc có khoảng trống đủ rộng và phần đệm thịt êm ái. Guốc đôi giúp loài vật này có khả năng giữ thăng bằng tốt, đặc biệt ở địa hình hiểm trở và phần đệm thịt đóng vai trò giống lớp đế cao su tăng độ ma sát, bám chắc vào những diện tích tiếp xúc dù nhỏ nhất.
Chúng có đặc điểm cấu tạo xương mắt cá chân rất linh hoạt, hỗ trợ di chuyển nhanh và giữ thăng bằng tốt ở địa hình hiểm trở. Một đặc điểm khác giúp dê có thể leo trèo thuận lợi chính là cơ thể rắn chắc và rất cơ bắp. Phần thân trước của dê rất chắc khỏe, đặc biệt là cơ vai, giúp chúng có thể kéo toàn bộ cơ thể lên phía trước khi leo trèo ở độ cao lớn. Tuy nhiên, điều đó không có nghĩa thân sau của dê yếu ớt. Ngược lại, phần chi sau tuy không chắc khỏe bằng nhưng vẫn đủ mạnh mẽ để giúp chúng có những bước nhảy chính xác và nhanh gọn ở độ cao gần 4m. Với cấu tạo cơ thể có thân trước mạnh mẽ hơn thân sau, địa hình bằng phẳng không phải là môi trường lý tưởng để chúng phát huy thế mạnh về tốc độ. Ngược lại, địa hình dốc, thậm chí thẳng đứng sẽ phù hợp với khả năng kéo và đẩy rất tốt của dê.